# 日本下水道新聞
日本下水道新聞（にほんげすいどうしんぶん）は、日本水道新聞社が発行する下水道の業界紙である。本項では、子供向けに年に1回発行されるこども下水道新聞についても記述する。

## 概要
日本下水道新聞は、1969年（昭和44年）に創刊された下水道業界の業界紙である。読者層は官公庁が49.5%、関係会社が45.9%と大半を占めている。新聞には幹せん枝せんというコラムがついている。

## 沿革
- 1954年1月1日 - 日本水道新聞社が創立[3]。
- 1969年4月 - 日本下水道新聞が創刊。
- 2001年1月 - ホームページを開設。
- 2023年9月6日 - 2024年4月1日より購読料を月額1,925円に改定する事を発表した[4]。

## 発行者
- 日本水道新聞社
  - 本社 〒102-0074 東京都千代田区九段南4丁目8番9号 日本水道会館1F
  - 資本金 2,000万円
  - 代表者 篠本勝（代表取締役社長）

## こども下水道新聞
環境教育が始まる小学4年生をターゲットに、日本水道新聞社から発行されている新聞。各地域の下水道の特集を組んでいる。